# ولادیمیر بارخوداریان
ولادیمیر باخشی بارخوداریان (ارمنی: Վլադիմիր Բախշիի Բարխուդարյան؛ زادهٔ ۲۲ سپتامبر ۱۹۲۷ - درگذشته ۲۳ مارس ۲۰۱۷) یک مورخ در زمینه ارمنستان در سده‌های میانه) و استاد اهل ارمنستان بود.

## زندگی‌نامه
در ۲۲ سپتامبر ۱۹۲۷ در آخکرپی به دنیا آمد و از دانشکده تاریخ دانشگاه دولتی ایروان (۱۹۵۰) فارغ‌التحصیل شد. وی از سال ۱۹۸۶ عضو مکاتبه‌ای فرهنگستان ملی علوم ارمنستان بود. وی همچنین برنده روبان مدال طلای وزارت فرهنگ جمهوری ارمنستان، نشان افتخار مسروپ ماشتوتس مقدس و دانشمند برجسته جمهوری ارمنستان (۲۰۰۳) شده است. وی در ۲۳ مارس ۲۰۱۷ در سن ۸۹ سالگی در ایروان درگذشت.

## یادداشت
1. ↑  պատմական գիտությունների դոկտոր
2. ↑   ՀՀ ԳԱԱ պատմության ինստիտուտ